# 王毅
王 毅（おう き、拼音: Wáng Yì 、1953年10月19日 - ）は、中華人民共和国の政治家、外交官。中国共産党中央政治局委員、党中央外事工作委員会弁公室主任、第11・13代外交部長（外務大臣）を務めている。中国の外交統括のトップとみられる。
第11代外交部長、国務院台湾事務弁公室主任、外交部党委書記・副部長、駐日中国大使、第17期・18期・19期・20期党中央委員などを歴任した。立命館大学第35号名誉博士である。日本語・英語に堪能で、日本では日本人相手の会見・講演をしばしば日本語で行う。

## 略歴
1953年10月19日に北京に誕生する。北京の庶民の出身である。1969年に高校を卒業するが、その後文化大革命で黒龍江省の農村に8年間下放される。1977年12月に北京に戻り、北京第二外国語大学アジア・アフリカ語学部に入学し、日本語を学んだ。1982年2月に卒業した後に外交部に入省。1983年の胡耀邦総書記の訪日の際に執筆したスピーチが評価される。
1989年9月に駐日中国大使館に参事官として配属され、1994年に帰国してアジア局副局長、翌1995年に局長に昇進した。1997年にジョージタウン大学客員研究員となった。
1998年に部長助理（外務大臣次官補）を歴任した。助理時代には旧日本軍遺棄化学兵器に関する日本との交渉に当たり、1999年7月30日に両国の覚書に調印した。同年9月から外交学院で国際関係を専攻し、博士号を取得した。
2001年3月からアジア担当副部長（外務次官）。2003年4月のアメリカ合衆国・中国・北朝鮮の3者協議では中国首席代表となり、同年8月27日から3者協議に日本とロシアを加えて北京で開催された第1回6カ国協議のホストとして北朝鮮核問題に従事し、武大偉に交代する第4回会合まで議長役を務める。
2004年9月から2007年9月21日まで駐日中国大使を務めた。なおこの間、李肇星の後任の外交部長となる可能性が取り沙汰されたこともあるが、実現しなかった。帰国後は外交部の政策研究担当の常務副部長に就任し、2007年10月には党中央委員に選出された（2012年11月、2017年10月中央委員再選）。
2008年6月3日に中国共産党中央台湾工作弁公室と国務院台湾事務弁公室の主任に任命された。中国は台湾を国内と見なすために同ポストは地方トップが就任するのが慣例で、この時も福建省の盧展工党委員会書記の起用が考えられていた。外交官出身で日本通の王毅が選ばれた背景には、同年5月に台湾での親中的な国民党の馬英九政権の成立で対話が再開したという見方がある一方、日台関係を牽制するのが目的という見方もある。中台交流の積極的促進に努め、台湾の国民党政権に配慮してか蔣介石の愛国的な一面を描いた2009年の建国60周年記念映画『建国大業』のDVDを王毅から渡されて視聴した蔣介石の孫で国民党副主席でもある蔣孝厳は「客観的な歴史評価」と称賛している。
2013年3月16日に李克強内閣で第11代外交部長に就任した。2018年3月19日に外交担当国務委員に就任し、その上で外交部長も兼任となった。
中国共産党第二十回全国代表大会で中国共産党中央政治局委員に選ばれる。
2022年12月30日に秦剛駐米大使が外交部長に起用され、国務委員との兼任が解かれた。
中国外交部は2023年1月1日、先に外交部長職を解かれた王が楊潔篪の後任として共産党中央外事工作委員会弁公室主任に就任したことを明らかにした。しかし7月25日全人代常委会で秦剛外相が解任のため、外相に復帰。

## 外交

### 中東

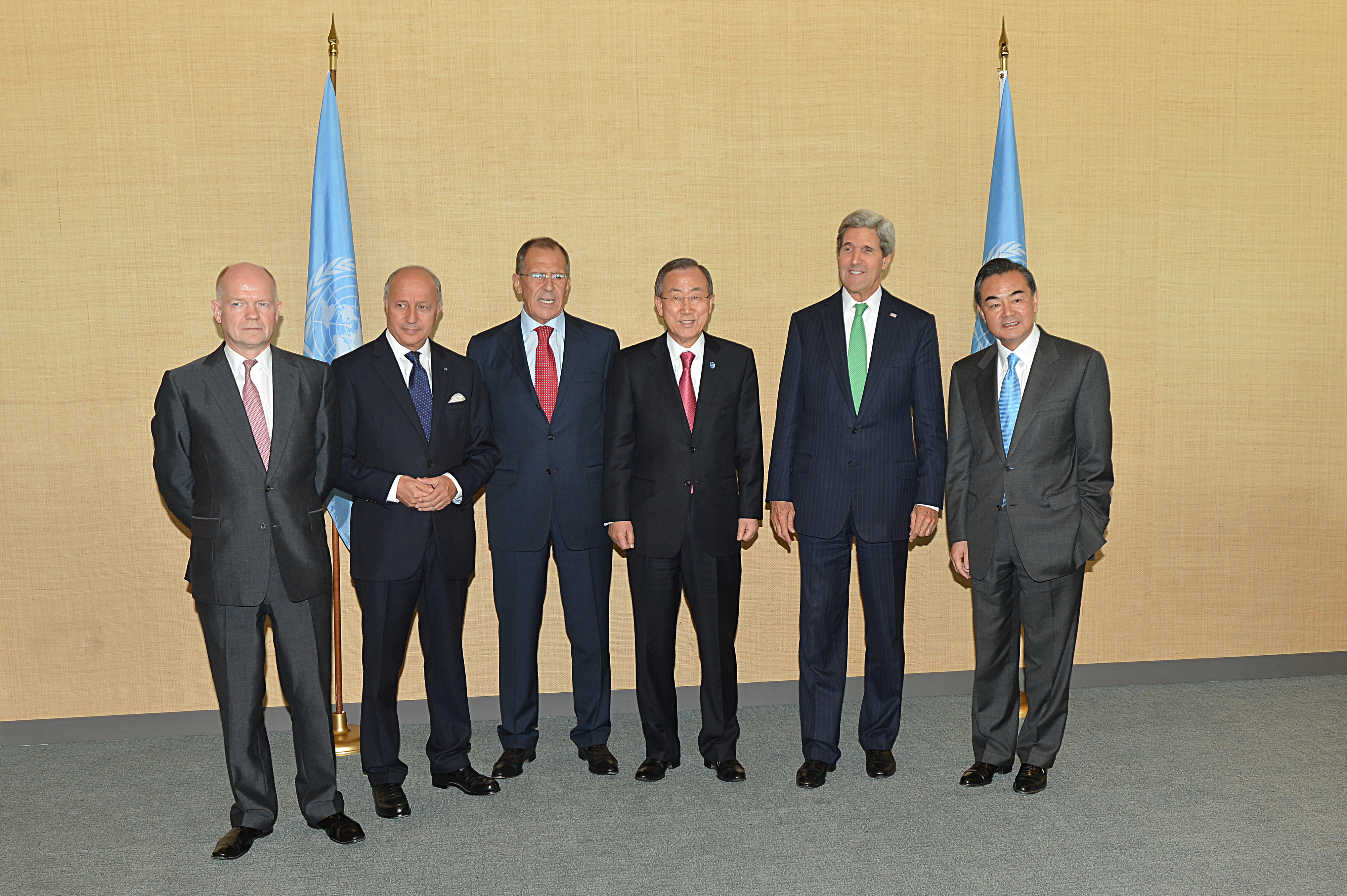
潘基文事務総長と国際連合安全保障理事会常任理事国5か国の外相。右端が王毅である（2013年9月25日）。左から以下の順となる。
イギリスのウィリアム・ヘイグ外務・英連邦大臣
フランスのローラン・ファビウス外務大臣
ロシアのセルゲイ・ラブロフ外務大臣
国際連合の潘基文事務総長
アメリカのジョン・フォーブズ・ケリー国務長官
中国の王毅外交部長

2015年7月にイランの核開発問題における6カ国協議での核合意妥結に従事した。
2023年3月に北京でイランのアリ・シャムハニ最高安全保障委員会事務局長、サウジアラビアのムサーイド・ビン・ムハンマド・アル・アイバーン国務大臣兼国家安全保障顧問と会談し、2016年以来断交していた両国の国交正常化の合意を仲介した。

### 北朝鮮
2018年5月2日に外交部長として11年ぶりに北朝鮮を訪問して、北朝鮮の李容浩外相・金正恩委員長と会談し、朝鮮半島の非核化と平和体制構築と改革開放を支援すると述べた。

### 日本
2016年4月30日、訪中した岸田文雄外務大臣と4時間以上に会談した。2017年2月17日、G20外相会合で岸田外務大臣と約40分強会談した。
2018年4月15日に9年ぶりの日中両国の外務大臣の相互往来で訪日し、16日の第4回日中経済ハイレベル対話で日本の河野太郎外務大臣とともに議長を務めた。
2019年10月26日から27日まで、北京市で開催された言論NPOと中国国際出版集団の共催による「第15回東京－北京フォーラム」へ出席し、日本の福田康夫元首相と明石康国立京都国際会館理事長と共に挨拶・講演を行った。同年11月22日から23日まで名古屋市で開催されたG20外務大臣会合に出席するため訪日し、同月24日から25日にかけて東京で福田康夫元首相・自民党の二階俊博幹事長・河野洋平日本国際貿易促進協会会長と会談した。この訪日中に愛知県の大村秀章知事・静岡県の川勝平太知事とも会見を行っている。
2020年11月24日、訪日茂木敏充外務大臣と会談（約1時間30分）及び夕食会（約1時間10分）を行い、翌25日に二階俊博幹事長らと会食した。
2022年4月、北京で訪中した林芳正外務大臣と会談し、夕食会を主催した。
2023年11月、釜山で上川陽子外務大臣と会談 (約1時間40分) した。

### 韓国
日中韓首脳会談開催前の同年12月4日に韓国のソウルを訪問し、康京和外交部長官、翌5日に文在寅大統領と高度防衛ミサイル（THAAD）配備などについて会談を行った。

### ロシア

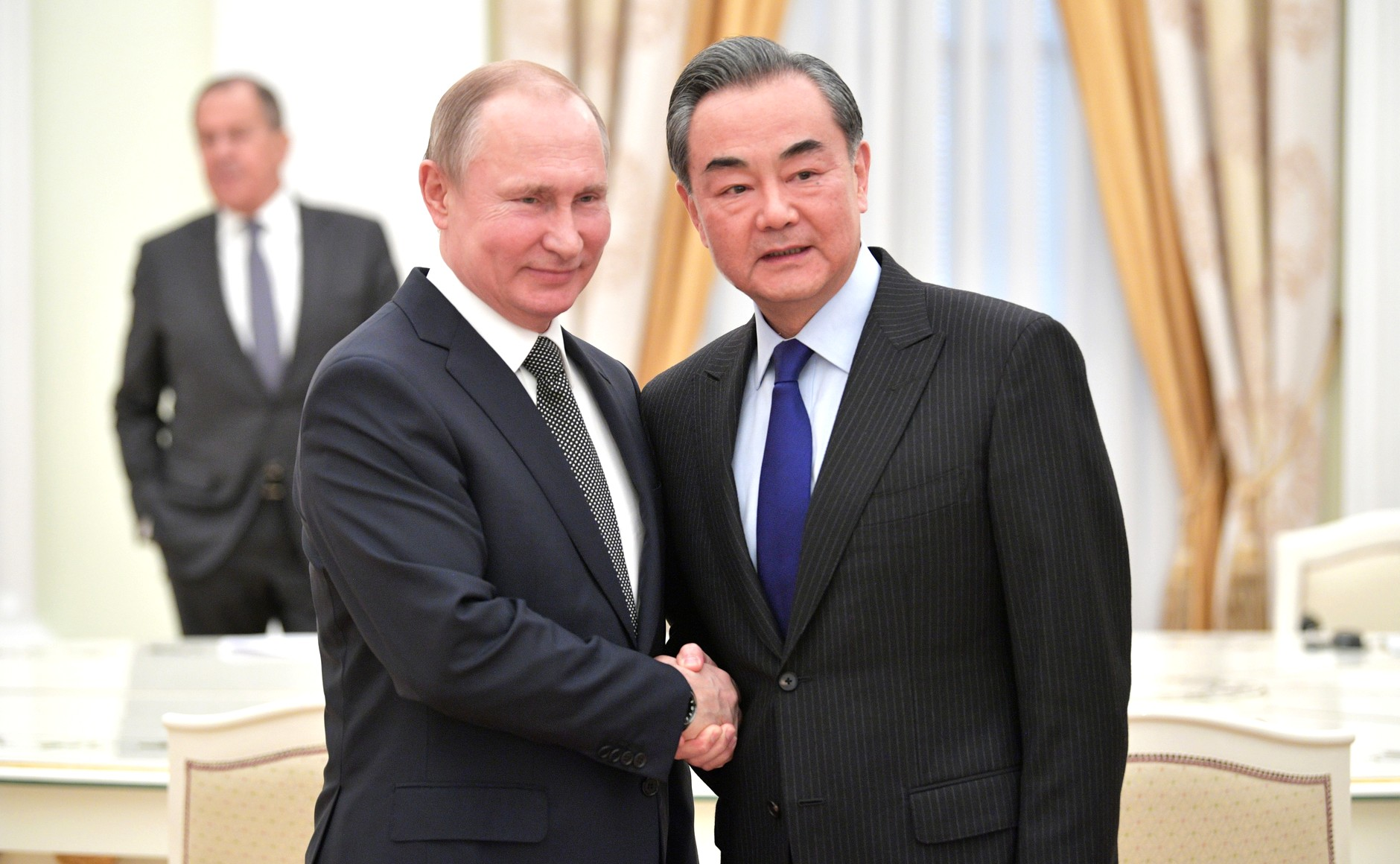
ロシアのウラジーミル・プーチン大統領と

中国外交部は2月22日、外交トップの王毅・共産党中央政治局委員がロシア・モスクワでウラジーミル・プーチン大統領と会談したと発表した。会談は現地時間22日に行われた。

### アメリカ合衆国

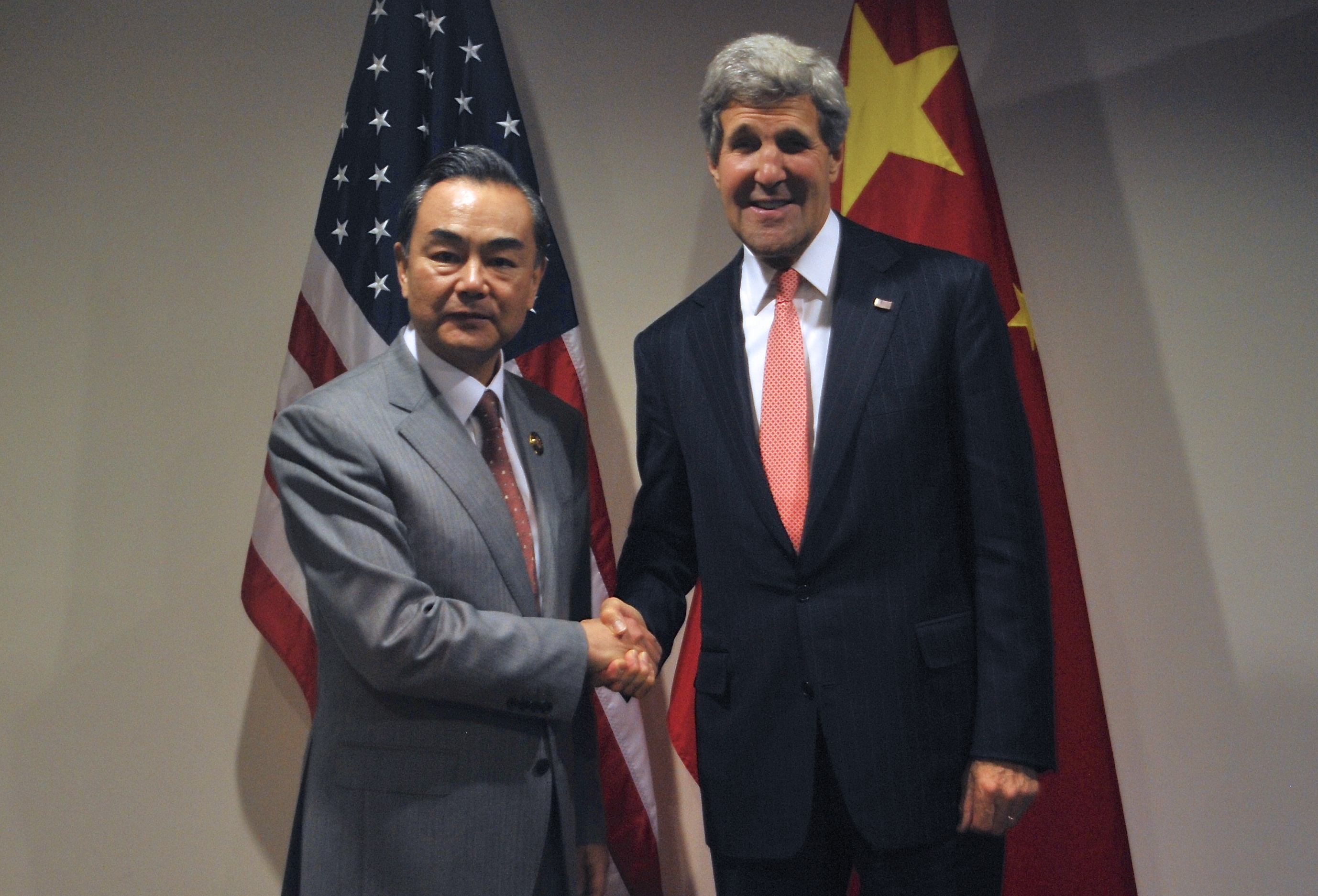
アメリカのジョン・フォーブズ・ケリー国務長官と（2014年6月30日）

2021年3月18日に楊潔篪政治局員と共にアラスカ州アンカレッジで行われたハイレベル戦略対話に出席した。アントニー・ブリンケン国務長官、ジェイク・サリバン国家安全保障問題担当大統領補佐官とジョー・バイデン政権発足後初の対話を行った（交渉内容については楊潔篪#2021年3月のブリンケン国務長官との会談の項を参照のこと）。

### ターリバーン

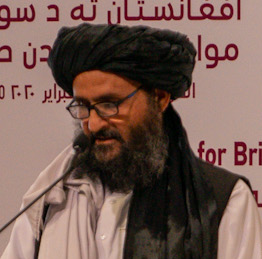
ターリバン創設者のアブドゥル・ガニ・バラダル

2021年7月、アフガニスタンのイスラム主義組織であるターリバーンの代表団が訪中し、王毅と会談。王毅と会談した組織創設者の1人であるアブドゥル・ガニ・バラダルは「中国はアフガン人民が信頼できる友人だ」と述べた。また、同年10月にカタールのドーハでの会談では東トルキスタン・イスラム運動に言及してターリバーンにはテロ組織との決別を要求した。2022年3月にはカタールやパキスタンなど少数のイスラム教国が閣僚を派遣していたアフガニスタンをターリバーンの政権奪還後では初めて訪問した。
2025年5月、ターリバーンとパキスタンの外相との3者会談で一帯一路の一環である中国・パキスタン経済回廊をアフガニスタンまで延伸することで合意した。この際に王毅はターリバーンの代表を「アフガニスタン政府」と発言し、事実上のターリバーン政権の正式承認とされた。なお、中国はターリバーンの大使を世界で初めて受け入れた国となっていた。

### 太平洋島嶼国
2021年に中国・太平洋島嶼国外相会議を立ち上げ、キリバス、フィジー、トンガ、ソロモン諸島、サモアなど太平洋島嶼国との関係を強化した。

## 主な発言
- 2004年12月16日「もしもそういうことがあれば理解できないし、受け入れることはできない」―日本政府が、台湾の李登輝前総統への観光ビザ発給方針を固めたことに対して。
- 2004年12月21日「トラブルメーカーが戦争メーカーになるかもしれない」―日本政府の李登輝前台湾総統への観光ビザ発給に関して。
- 2005年4月27日「かつて政府の顔である首相、官房長官、外務大臣の3人は在任中に参拝しないという紳士協定があった」―1985年の中曽根康弘元首相の公式参拝後に取り交わされたと主張した。後に個人的な友人であった胡耀邦中国共産党総書記を窮地に追い込まないため（中曽根は「政争の具に使われないため」と表現したといわれる）、在任中は参拝しないことになったと明らかになる。中曽根自身は「大使の記憶違い」と否定している。
- 2005年5月11日「戦後日本の平和主義は中国の教科書にも書いてあるし、中国人も知っている」―中国の歴史教科書に戦後の日本についてほとんど記述がないと指摘されて。
- 2005年11月24日「中国の立場ですね、継続性のあるもので、変わっておりません。1985年、このことですね、A級戦犯が祀られていることが公になってから、われわれも反対の立場を貫いてきております」―「A級戦犯」合祀が公にされたのは1979年。1980年には訪中した中曽根元首相に人民解放軍副参謀総長・伍修権は日本はソ連に対抗するため軍事力を強化する必要があると強調し、軍事予算をGDP比1パーセントにとどめず2パーセントに倍増せよと要求している。1985年に初めて中国が靖国参拝に抗議する以前、日本の歴代首相は複数回靖国神社を公式参拝している。
- 2005年11月24日「我々はいわゆるB級、C級戦犯ですね、全部釈放し、日本に帰らせたのです」―中国各地でBC級戦犯として拘束され、命を奪われた日本兵は171名にのぼる。
- 2005年11月24日「反日教育はありません」
- 2005年11月24日「もうすでに交渉を通じてお互いに認め合うラインではないのです」―東シナ海の日中中間線に関して。過去30年ほど国際司法裁判所における海洋上の境界線はすべて中間線を基本としている。中国のみが中間線を認めず、自国の大陸棚と主張し、国際法の禁ずる日本の排他的経済水域での資源調査を行っている。
- 2005年11月3日「中国の軍事予算の審議・承認は全国人民代表大会に委ねられており、（軍事予算は）公開された透明なものだ」―防衛大学校で日中関係について講演した際に言及。
- 2006年1月29日「それは本当に噂だ」―前年末から秘密裏に帰国し、帰国中に日中関係の冷え込みから対日政策の見直しについて問われて。外交筋では重病・更迭などが噂されていた。
- 2006年8月3日「隣人の嫌がることを控えることが東洋人の伝統」―「第2回 東京-北京フォーラム」での全体会議の挨拶にて、安倍晋三内閣官房長官の同挨拶の直後の発言。8月15日の終戦の日の小泉純一郎首相の靖国神社への参拝を牽制。
- 2008年6月23日「中国と台湾の平和統一は日本にとっても利益になる。こうした共通認識が日本国内でできていないことは残念だ」「日本側にはシーレーンや安全保障などの面で困るという判断があるかもしれないが、大局に立って見守ってほしい」―尖閣諸島沖で日本の巡視船と接触した台湾の遊漁船が沈没した事故に中台で対日抗議の世論が沸騰した後、訪中した日本の国会議員との北京市内で会談での発言[38]。
- 2015年2月23日、国際連合安全保障理事会の「国際平和と安全の維持」をテーマにした公開討論で議長を務め、「今年は反ファシズム戦争の勝利と国連創設から70周年」「中国は反ファシズムの戦いで多大な犠牲を出したが、重要な役割を果たし、安保理が世界の平和と安全を維持するという現在の国際関係を支配している基本原則が出来上がるのに歴史的な貢献をした」と主張した上で、安倍政権の日本を名指しこそしなかったが「こうした点を認めることを躊躇する国がある」「いまだに真実を認めたがらず、過去の侵略の犯罪をごまかそうとする者がいる」と述べた[39]。
- 2016年6月1日　カナダのステファン・ディオン外相との共同記者会見場において、「人権問題や南シナ海をめぐる懸念がある中、なぜ両国関係を強化するのか」とディオン外相へ尋ねた記者に対して、「あなたの質問は中国に対する偏見と傲慢さに満ちたものだ」「中国の人権状況を最も分かっているのは中国人だ。根拠の無い非難は拒否する」「中国の憲法に人権保護が書かれていることを知っているのか」などと、質問した記者を睨みつけて主張した[40]。カナダのジャスティン・トルドー首相は「報道の自由は極めて重要。厳しい質問をするのがメディアの仕事だ」と反論した。記者への不当な扱いについて、カナダ政府として王毅と駐カナダ中国大使に抗議した[41]。
- 2020年11月、来日中の王は日中外相会談後の共同記者会見にて、沖縄県の尖閣諸島をめぐり、中国の領有権を一方的に主張した[42]。
- 2022年7月、日中韓の国際フォーラムにて、外交の世界においてタブーとされる人種や民族などを外見的特徴から差別論に論じる発言をし、欧米は「レイシズム（人種差別）」と強烈に反応した[43]。

## 日本との関係

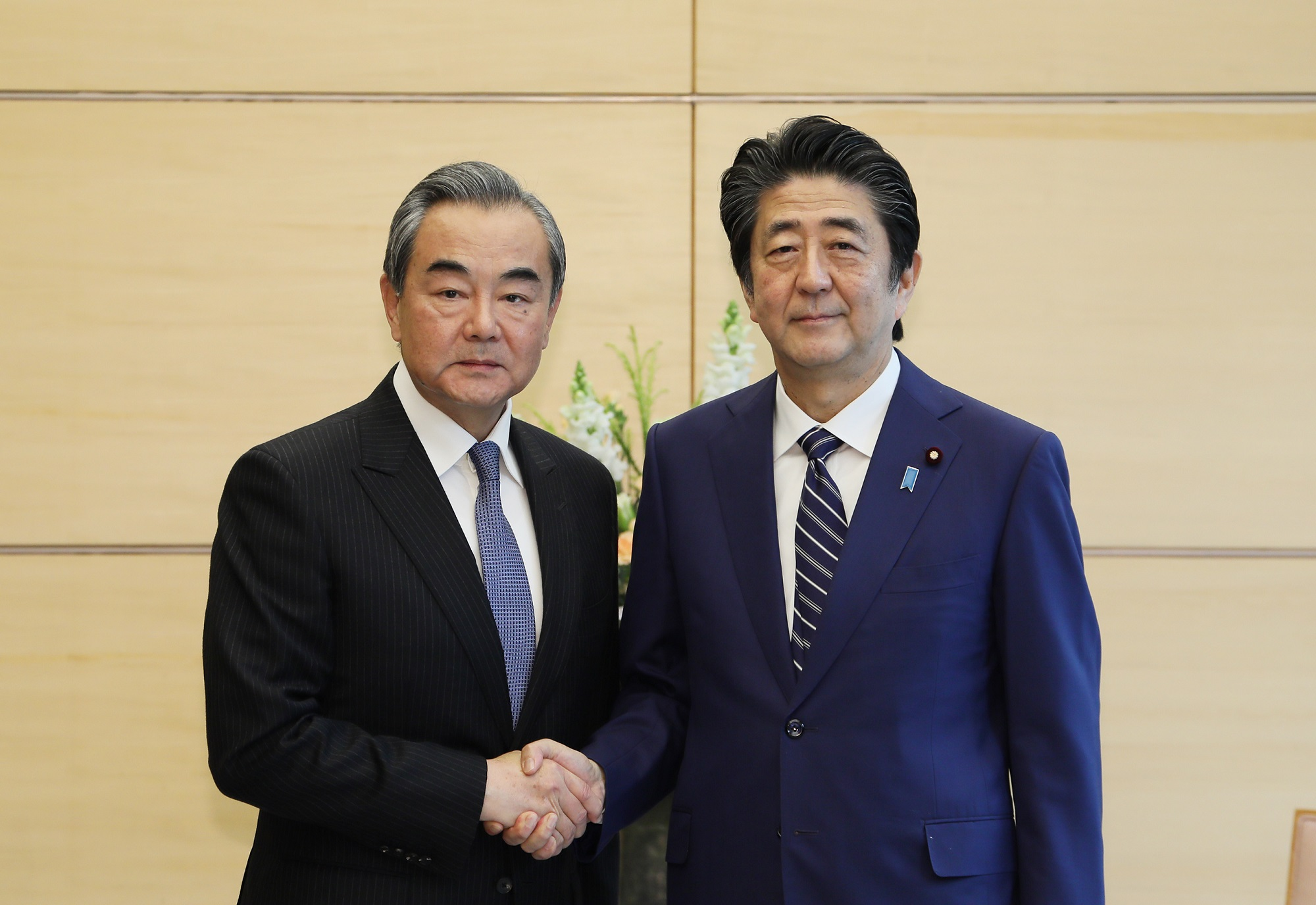
安倍晋三と

- 日本語が堪能な王は2007年の帰任の際には、「多くの日本の友人たちと別れるのがつらい」などと話していた[44]。
- 駐在時には日本人とゴルフに興じるのが大好きで、ゴルフを通じて日本人でも人脈を築いていた[43]王大使には「ゴルフ大使」という異名があった[44]。日本人から貰ったゴルフクラブをよく自慢していたと言う[3]。なお、習近平はゴルフ嫌いで知られており、「ゴルフ大使」と呼ばれていた話を安倍晋三が習に会談で披露したところ、王は日本語で打ち消しに必死だったといわれる[45]。
- 趣味はテニス。大使時代には中国大使館の正門を入った右奥のテニスコートで、在京外交団などとよくテニスを楽しんだ[46]。
- 大使時代は、常に祖国の中国共産党中央の目を気にし、国営放送で、中華人民共和国国務院直属のテレビ局である中国中央電視台のカメラの前では反日姿勢をとってはいたが、彼ら本国の報道機関がいない場では和気藹々としていたとされ、根は親日家として知られる[3]。
- 安倍晋三銃撃事件が発生した当日には、訪問先のインドネシア・バリ島にて、日本経済新聞の取材に日本語で応じた。「私が（駐日）大使時代にお世話になった。日中関係の改善で協力できた」と話したほか、「いま（安倍は）どういう状態か」と日本人記者に問いかけ身を案じたり、「（安倍は）中国にも来てくれた」と振り返る場面もあった[47]。

## 家族
- 岳父 - 銭嘉東（周恩来の元外事秘書長、元国連代表部大使）
- 岳母 - 陳燕（元外務省アジア局次長）
- 妻 - 銭韋[48]

## 逸話
- 中国において政治家の子息などが行くことで知られる北京外国語学院ではなく、「卒業しても旅行会社にて日本人観光客相手の旅行ガイドくらいにしかなれない」と言われている北京第二外国語学院を卒業。しかしながら周恩来の外事秘書長であった銭嘉東の娘銭韋に見初められ結婚したことにより特別に外交部に潜り込むことに成功し、コネと分をわきまえた振る舞いにて出世を勝ち取ってきたとされる[3][49]。
- 王毅の人生哲学は、「人間は肩書きがすべて」とされる[49]。
- これまで王毅は「アメリカを知らない」、「英語ができない」とマイナスのレッテルが貼られてきたが、米中新冷戦を迎えた現在では、逆に「アメリカを知る必要はない」、「アメリカのスパイでないことの証だ」とプラスに捉えられるようになってきたとされる[49]。
- 2016年11月、岡山県華僑華人総会の劉勝徳会長が訪中の際、「蘇州国家安全部」を名乗る中国の情報機関にスパイ容疑で拘束され[50]、連日、1989年から交流のある王毅の情報について尋問されたとされる[51]。

## 趣味
- ゴルフ[43]
- テニス[46]